# Fundamental & Clinical Pharmacology
Fundamental & Clinical Pharmacology, abgekürzt Fundam. Clin. Pharmacol., ist eine wissenschaftliche Fachzeitschrift, die vom Wiley-Blackwell-Verlag im Auftrag der Société Française de Pharmacologie et de Thérapeutique veröffentlicht wird. Die Zeitschrift wurde 1997 mit Archives internationales de Pharmacodynamie et de Thérapie (gegr. 1895) fusioniert und erscheint derzeit mit sechs Ausgaben im Jahr. Es werden Arbeiten veröffentlicht, die sich mit pharmakologischen Fragestellungen beschäftigen.
Der Impact Factor lag im Jahr 2014 bei 2,121. Nach der Statistik des ISI Web of Knowledge wird das Journal mit diesem Impact Factor in der Kategorie Pharmakologie und Pharmazie an 140. Stelle von 254 Zeitschriften geführt.